# The Stability E.P.
The Stability E.P. är en limiterad EP av Death Cab for Cutie och den sista som trummisen Michael Schorr medverkade på. Låtarna på The Stability E.P., förutom låten "Gridlocked Caravans", var tidigare utgivna som bonuslåtar på den japanska utgåvan av The Photo Album.
Spåret "Stability" skulle senare återkomma som "Stable Song" som finns med på albumet Plans (2005). Den nya inspelningen är kortare än den ursprungliga på tolv minuter som finns på EP:n.

## Låtlista
1. "20th Century Towers" (Gibbard/Harmer/Walla)
2. "All is Full of Love" (cover på All is Full of Love av Björk Guðmundsdóttir)
3. "Stability" (Gibbard/walla) – 12:21